# Золотий кубок (кінопремія, Італія)
Золотий кубок (Золота гро́лла, італ. Grolla d'oro) — італійська кінопремія.

## Історія
Премія була заснована у 1953 році кількома впливовими кінокритиками з метою просування італійського кіно. За час свого існування, лауреатами Золотого кубку, церемонія нагородження яким проходила у Сен-Венсані (регіон Валле-д'Аоста, Італія) ставали актори Джина Лоллобриджида, Марчелло Мастроянні, Джан Марія Волонте, Андреа Чеккі, Вітторіо Гассман, Ніно Манфреді, Анна Маньяні, Альберто Сорді, Аліда Валлі, Моніка Вітті; режисери Федеріко Фелліні, Мікеланджело Антоніоні, Бернардо Бертолуччі, Лукіно Вісконті, П'єр Паоло Пазоліні, Етторе Скола, Ерманно Ольмі.
Після кількох років перерви у 1980-х роках, премія була відновлена у 1989 році журналістом Мауріціо Костанцо і, в першу чергу, завдяки кінокритику Феліче Лаудадіо, який опікувався нагородою з 1991 по 2001 роки. У 1994 році нагорода була перейменована в Премію Сан-Венсана для італійського кіно (італ. Premio Saint-Vincent per il cinema italiano), але предметом нагороди залишався Золотий кубок.

## Номінації
- Найкращий режисер
- Найкращий актор
- Найкраща акторка
- Найкращий продюсер
- Найкращий новий режисер
- Найкращий сценарій
- Найкращий оператор
- Найкраща музика до фільму